# Селска поляна
Селска поляна е село в Южна България. То се намира в община Маджарово, област Хасково.

## Културни и природни забележителности
Крепостта Кале тепе се намира на едноименния връх на 2.57 км североизточно по права линия от центъра на селото